# Legislação sobre bebidas alcoólicas

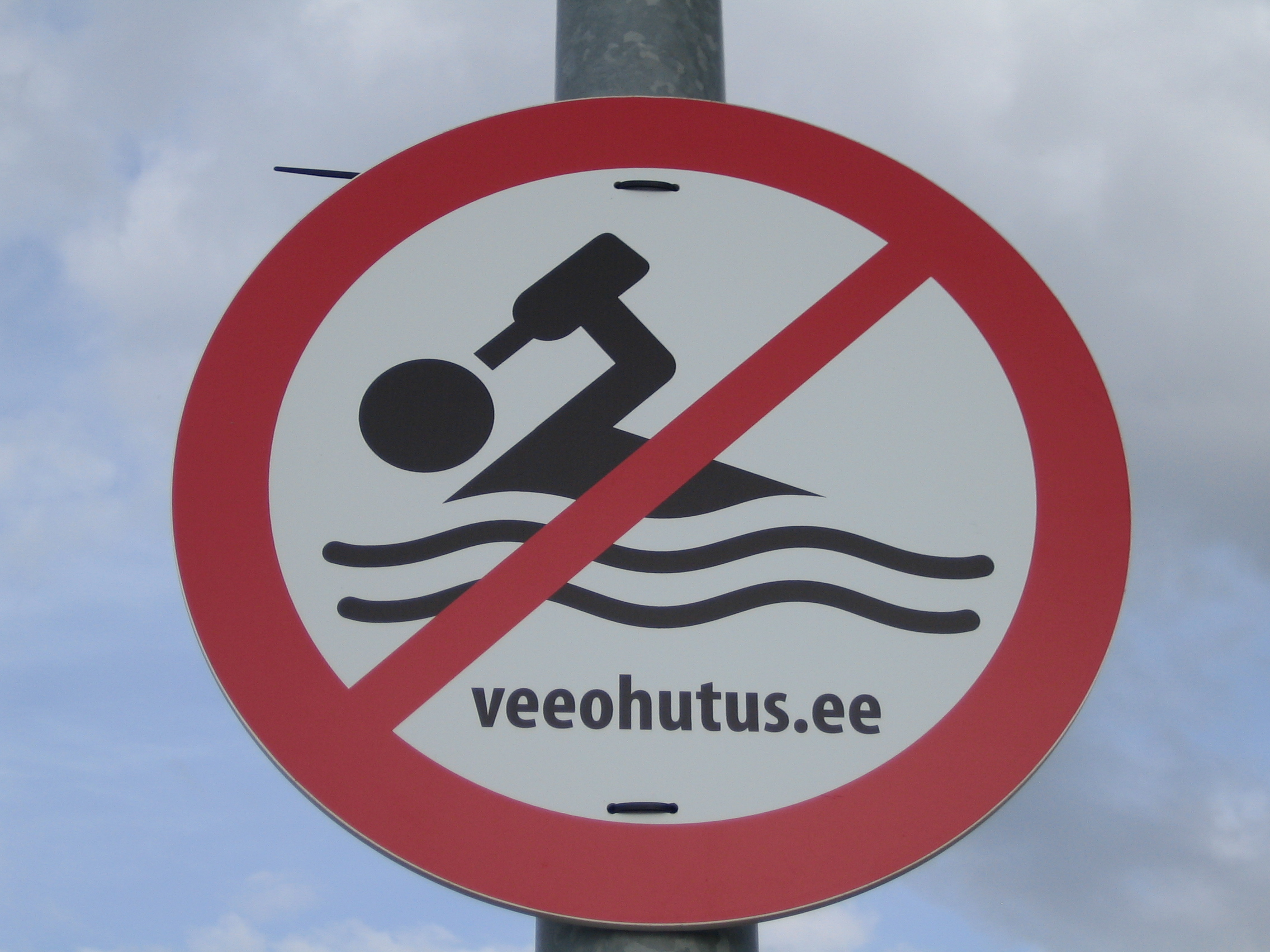
Placa na Estônia de proibido ingerir bebidas alcoólicas no local.

A legislação sobre bebidas alcoólicas refere-se às leis de diversos países que regulam a produção, venda e consumo de bebidas alcoólicas.

## Alcoolismo No Brasil

### Menores de idade
O Decreto 17.943-A de 1927, em seu artigo 127, dizia que nos colégios, escolas, asilos, em todos os institutos de educação ou de instrução, bem como nos de assistência, é proibida, salvo prescrição medida, a subministração de bebidas alcoólicas aos menores." . Este decreto foi revogado em 1979.
Em 1990, foi promulgado o Estatuto da Criança e do Adolescente, afirmando ser "proibida a venda à criança ou ao adolescente de (...) bebidas alcoólicas, que, até 2015, era uma contravenção penal, e que a partir da promulgação da Lei 13.106, torna-se crime. (ou seja, antes de 1990 era permitido a bebida, Porem ainda não havia lei para isso.)

### Direito Penal
- No Direito penal, a embriaguez é encarada sob o prisma de sua motivação. Assim:
  - Sendo voluntária (o sujeito embriaga-se com a intenção de romper os freios morais ou criar coragem, por exemplo), ou culposa (quando a pessoa não queria o efeito de perder o controle dos sentidos, mas ainda assim ingere a substância inebriante), a perda da noção dos fatos não exime a responsabilidade - e sendo autor de fato delituoso, responderá integralmente por suas consequências.
  - A embriaguez pode, ao contrário, ser motivo de isenção da responsabilidade ou redução da pena se, quando o fato delituoso se deu, o indivíduo não podia compreender sua gravidade e consequências, motivada por uma embriaguez dita acidental, causada por caso fortuito (a pessoa não queria ingerir a substância inebriante) ou força maior (quando o indivíduo é obrigado a ingerir a substância). Excluirá a responsabilidade se a perda da razão (entendimento) for completa; reduzirá a pena, se for parcial essa perda da capacidade de discernimento.
  - Por outro lado, no caso da embriaguez preordenada (quando o agente deliberadamente se embriaga com a finalidade específica de cometer um delito), incidirá a agravante do artigo 61, II, alínea "l", do Código Penal, cujo quantum será arbitrado pelo juiz em análise das circunstâncias de cada caso.

A teoria da actio libera in causa ("ação livre na causa"), adotada pela Exposição de Motivos do Código Penal Brasileiro e defendida por parte dos doutrinadores da área jurídica, preceitua que o agente que se põe em estado de inimputabilidade para praticar determinado crime não pode ser considerado inimputável se o ato criminoso era desejável ou ao menos previsível num momento anterior à sua prática. Isso significa dizer que a análise do dolo (vontade livre e consciente determinada à pratica da conduta) ou da culpa (juízo de reprovabilidade decorrente da prática do fato criminoso) do agente deve ser "deslocada" para o momento em que o mesmo ainda está em sua plena capacidade mental: se o infrator, nesse momento, é capaz de compreender o caráter ilícito da conduta e determinar-se de acordo com esse entendimento, ele será imputável e, consequentemente, não estará isento de pena caso venha a cometer o crime sob influência de substância embriagante.
Não obstante tal teoria tenha sido inicialmente celebrada (visto que se propôs a resolver conflitos penais de réus que cometiam crimes sob a influência de álcool e outras substâncias entorpecentes), ela é atualmente criticada pela falta de tecnicidade e por contrariar princípios basilares da Constituição Federal, bem como por violar o princípio da legalidade penal ao instituir uma forma de "responsabilidade penal objetiva", o que é vedado no Direito Criminal.

### Direito Civil
- No Direito Civil, no estado de embriaguez não habitual, o agente é considerado absolutamente incapaz para os atos civis, por não poder exprimir totalmente a sua vontade[4].
- Também pode ser uma das razões elencadas para a separação, no capítulo do Direito de Família. Pode, ainda, causar a interdição do bêbado contumaz.

### Direito do Trabalho
- Para o Direito do Trabalho, pode motivar a demissão por justa causa.